# Стоян Венев
Стоян Венев Илиев е български художник – живописец и карикатурист, удостоен с държавните звания „Народен художник“ (1954) и „Герой на социалистическия труд“ (1964 и 1984).

## Биография
Роден е на 21 септември 1904 г. в село Скриняно, община Кюстендил. Завършва гимназия в Кюстендил (1928). Още през ученическите си години започва да рисува карикатури за различни вестници и списания – „Червен смях“, „Звънар“, „Ехо“ и други. Тези негови карикатури са подписани с псевдонима Пролетарче.
През 1931 г. завършва живопис в Художествената академия в София, където са му преподавали професорите Борис Митов, Стефан Иванов и Димитър Гюдженов. Творчеството му обаче е в конфликт с тяхната естетика и художествени принципи.
Още в ранните си творчески години той става широко популярен. Неговите произведения са основно в живописта, но рисува също и графики и карикатури.
През 30-те години е художник илюстратор на вестника за юноши „Весела дружина“ с издатели-редактори Емил Коралов и Лъчезар Станчев.
Първите изложби, в които участва, са през 30-те години. В изложбите участва съвместно със скулптура Иван Фунев. Други основни теми в картините на Стоян Венев са народният фолклор и бит.
След Деветосептемврийския преврат през 1944 г. той се включва в репресиите над творците, изправени пред т.нар. Народен съд, и по време на процесите прави 68 цветни карикатури, които излага по прозорците на „партийната книжарница“ до Съдебната палата.
След това публикува множество свои карикатури във вестниците „Стършел“, „Работническо дело“ и др. Големи успехи имат и неговите картини в живописта.
Организира самостоятелни изложби в София (1942), Москва (1965), ГДР (1969), Западен Берлин (1971) и др. Участва в общи художествени изложби в СССР, Чехословакия, Китай, в Берлин, Будапеща, Лайпциг, Лондон, Париж, Виена, Атина, Букурещ, Ню Йорк, и др. Юбилейни изложби: в София (1954, 1964 и 1974) и Кюстендил (1984).
Творби на Стоян Венев се намират в НХГ, СГХГ, Дрезденската галерия, Пушкиновия музей в Москва, в галерии в Лондон, Париж, Кишинев, Петербург и в множество частни колекции.
През 1950 г. и 1953 г. е отличен с Димитровска награда.
Удостоен със званието Почетен гражданин на Кюстендил през 1965 г.
Умира на 20 март 1989 г.

## Признание
Венев нос в Антарктика е наименуван на Стоян Венев.